# 若-威尔弗里德·特松加
若-威尔弗里德·特松加（Jo-Wilfried Tsonga，1985年4月17日—）是一名法國的職業網球員。
特松加於勒芒出生，他是一名混血兒，母親是一名法國人，而父親是一名剛果人，並於1970年代移居法國。他是足球員尼索比亞的表哥。
2008年澳洲網球公開賽，當時的特松加只是一名世界排名66的非種子球手，但是他卻一路有很好的表現，尤其是半决赛中直落三盤淘汰了當時世界排名第二的納達爾，殺入決賽。可惜，他在決賽中不敵當時世界排名第三的德约科维奇，結束了在大滿貫的神奇之旅。
2011年溫布頓網球公開賽男子单打四分之一决赛，当时特松加与费德勒的比赛中，聰格在头两盘皆输以及历年温网表现平凡的明显劣势下顽强反扑，最终以連拿三盤成超级大逆转，导致费德勒连续两年无缘温网四强，这场比赛也被普遍称赞为是特松加的最大成就之一。但遗憾的是，下一场半決賽其惜败于最终的冠军、宿敌德约科维奇。

## 背景
當桑加還是一個小孩時，便跟隨蒙菲爾斯一起練習網球，他們甚至會花上多個小時練習並嘗試提升發球像羅迪克一樣強大。
現在，他的雙親都在法國任職教師。桑加亦有一個年長的姐姐和一個年幼的弟弟，他的弟弟更是法國青年籃球計劃的一員。
在網壇上，桑加有一個綽號叫網球阿里，因為他倆的樣貌十分相似，而阿里亦是桑加仰慕的人之一。

## 網球生涯

### 早年生涯
桑加有一個非常好的的年輕網球生涯，他曾經於2003年贏得美國網球公開賽青年組的冠軍，在另外三個大滿貫的青年組比賽中亦能夠打進準決賽。
在2004年，桑加轉為職業網球手，可是在2004年末便立刻遇上了一次傷及筋骨的傷患，直至翌年的三月才能復出。可是2005年再因肩傷而需要休息。因此，在轉為職業球員後，他只曾出戰八個比賽。

### 2007年
2007年1月，桑加得到了參加2007年澳洲網球公開賽的外卡，在他僅第二場的網球大滿貫賽事便遇上了六號種子羅迪克。當時，他的世界排名只有212位。結果，雙方締造澳網史上最長的決勝局，桑加亦以20-18拿下第一盤。可是第二盤再次戰至決勝局只能取得兩分，最後更以3-1敗走墨爾本。
另外，他在2007年亦有參加一系列的ATP挑戰賽，都獲得不錯的成績。包括在塔拉哈西、墨西哥城、蘭薩羅特島和泰晤士河畔京士頓區舉行的比賽中贏得冠軍。當他正在泰晤士河畔京士頓區比賽時，同時亦參加了皇后會杯的比賽。在兩個賽事中，他在兩日比賽了五場的賽事，可見他體能不錯。
同年的溫布頓網球錦標賽，桑加再次得到了外卡，可以參賽。這一次，他卻打進了八強，亦是他本人第一次能夠於第一圈勝出，可是這些勝仗中沒有一位選手有種子排名。直至他遇上了里夏爾·加斯凱，才直落二盤敗下陣來。但這已經足以把他的世界排名由110位升至74位，亦是他第一次能夠進入75名內。
在美國網球公開賽中，他亦能夠突破第一圈，並於第二圈面對內自英國的漢文。結果，桑加擊敗對手，而漢文亦在這場比賽後退休，令桑加成為最後一位於網球大滿貫中擊敗他的選手。可是，桑加的神奇之旅沒有繼續，來自西班牙的納達爾把他擊退。

### 2008年

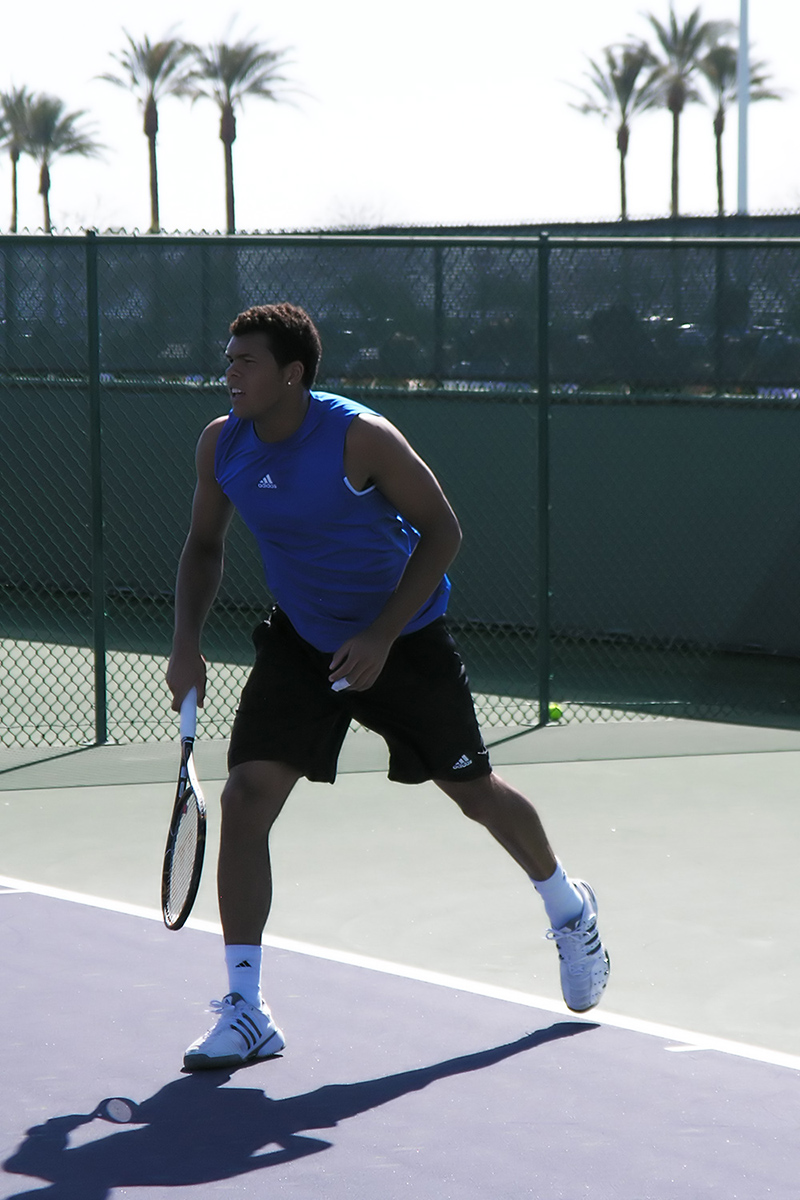
桑加 (攝於2008年)

桑加在悉尼與好友里夏爾·加斯凱拍檔參加悉尼網球賽。這對法國組合在決賽中亦擊敗了強敵鮑勃·布賴恩和邁克·布賴恩，取得冠軍。

#### 2008年澳洲網球公開賽
在2008年的澳洲網球公開賽，桑加擊敗了第14種子尤日尼、第9種子穆雷、第8種子加斯凱和第2種子納達爾，進入決賽。並繼古爾頓後，再有一位網球員第一次打入ATP比賽決賽，便是在大滿貫內。可惜，桑加不敵第3種子喬科維奇屈居亞軍，比數為4-6, 6-4, 6-3, 7-62。
桑加這年亦再次參加澳洲網球公開賽，首次於第一圈以3-1擊敗九號種子穆雷，然後一路前進，到第四圈更以3-1淘汰了好友加斯凱。至半準決賽，桑加的對手是來自俄羅斯的尤日尼，桑加更直落三盤把他拍走。然後，他便要在準決賽面對最為強大的對手，納達爾。意外地，桑加竟然以6-2, 6-3, 6-2 大破對手，昂然晉身他人生的第一個ATP決賽，這也是一個大滿貫的決賽。
在決賽中，桑加要面對的，是種子排名第三，從未奪得過大滿貫的塞爾維亞球手喬科維奇。桑加神奇不再，以4-6, 6-4, 6-3, 7-62被對方擊退，未能一擊即中，但已經令桑加贏得豐厚的獎金、難得的經驗和名聲。
9月22日的泰國公開賽男單決賽中，桑加復仇成功，終場以直落2盤擊敗喬科維奇並取得個人首個ATP巡迴賽男單冠軍。
11月3日的巴黎大師賽男單決賽中，他又以盤數2-1擊敗衛冕冠軍阿根廷的納賓迪安，取得個人首個大師賽男單冠軍，並確保大師杯的參賽資格。

### 2011年
2011年草地女王杯赛半决赛，以2-1击败纳达尔。在决赛中，在领先一盘的情况下，被英国天才穆雷逆转，无缘冠军。之后的温网四分之一决赛，在费德勒以2:0领先时，连扳三盘，以三个6-4上演惊天逆转淘汰夺冠大热门费德勒，而后者也连续两年无缘温网四强。半决赛中，特松加1-3不敌最终的冠军德约科维奇，结束了温网之旅。美国网球公开赛男单第四轮，以3-2险胜美国大鱼费什。八强中，三盘不敌费德勒，无缘美网男单四强。之后的中国网球公开赛男止步单四强。上海ATP大师赛，在首轮轮空的情况下，第二轮即输给了日本天才锦织圭。在年底巴黎大师赛上，特松加顺利晋级决赛，决赛中被费德勒直落两盘击败。ATP年终总决赛小组赛，在先输一场的情况下，连胜费什和纳达尔，晋级半决赛。半决赛中，又以2-0击败伯蒂奇，首进决赛，虽2-1负于费德勒，但仍创造法国最好成绩。

## 大滿貫

### 男單亞軍 (1)
| 0    | 賽事       | 場地 | 決賽對手 | 對手國籍 | 勝方比分            |
| 2008 | 澳洲公開賽 | 硬地 | 喬科維奇 | 塞爾維亞 | 4–6, 6–4, 6–3, 7–62 |

## ATP大師賽

### 男單冠軍(2)
| 年度 | 賽事         | 場地     | 決賽對手 | 對手國籍 | 勝方比分      |
| 2008 | 巴黎大師賽   | 室內硬地 | 納賓迪安 | 阿根廷   | 6-3, 4-6, 6-4 |
| 2014 | 加拿大大師賽 | 室外硬地 | 費達拿   | 瑞士     | 7-5, 7-6      |

### 男單亞軍(1)
| 年度 | 賽事       | 場地     | 決賽對手        | 對手國籍 | 勝方比分    |
| 2011 | 巴黎大師賽 | 室內硬地 | 罗杰·费德勒     | 瑞士     | 6-1, 7-6(3) |
| 2015 | 上海大師賽 | 硬地     | 諾瓦克·喬科維奇 | 塞爾維亞 | 2-6, 4-6    |

## ATP巡迴賽
| ATP巡迴賽單打賽事冠軍                          |
| 大滿貫賽事（0次冠軍）                          |
| ATP年終賽（大師杯）/ 世界巡迴總決賽（0次冠軍） |
| ATP大師系列賽/ 世界巡迴大師賽 1000（1次冠軍）  |
| ATP黃金國際巡迴賽/ 世界巡迴賽 500 (1次冠軍)    |
| ATP國際巡迴賽/ 世界巡迴賽 250（7次冠軍）       |

| 依場地分類    |
| 硬地（9）     |
| 紅土（0）     |
| 草地（0）     |
| 室內地毯（0） |

| 依室內外分類 |
| 室外 (3)     |
| 室內 (6)     |

### 單打冠軍 (9)
| 次數 | 日期           | 比賽                                      | 場地     | 對手                 | 比數           |
| 1.   | 2008年9月28日  | 泰國, 曼谷 (泰國公開賽)                   | 室内硬地 | 喬科維奇             | 7–64, 6–4      |
| 2.   | 2008年11月2日  | 法國, 巴黎大師賽                          | 室内硬地 | 納賓迪安             | 6–3, 4–6, 6–4  |
| 3.   | 2009年2月2日   | 南非, 約翰內斯堡 (南非公開賽)             | 硬地     | 夏爾迪               | 6–4, 7–65      |
| 4.   | 2009年2月16日  | 法國, 馬賽 (十三公開賽)                   | 室内硬地 | 洛德拉               | 7–5, 7–63      |
| 5.   | 2009年10月5日  | 日本, 東京 (樂天日本公開賽)               | 硬地     | 米哈伊爾·尤日尼      | 6–3, 6–3       |
| 6.   | 2011年9月25日  | 法國, 梅斯 (摩泽尔公开赛)                 | 室内硬地 | 伊万·柳比西奇        | 6–3, 6–74, 6–3 |
| 7.   | 2011年10月30日 | 奥地利, 维也纳 (奥地利第一储蓄银行公开赛) | 室内硬地 | 胡安·马丁·德尔波特罗 | 6–75, 6–3, 6–4 |
| 8.   | 2012年1月7日   | , 多哈 (卡塔尔美孚石油公开赛)             | 硬地     | 加埃爾·蒙菲爾斯      | 7–5, 6–3       |
| 9.   | 2012年9月23日  | 法國, 梅斯 (摩泽尔公开赛)                 | 室内硬地 | 安德烈亞斯·塞皮      | 6–1, 6–2       |

### 雙打冠軍 (4)
| ATP巡迴賽雙打賽事冠軍                          |
| 大滿貫賽事（0次冠軍）                          |
| ATP年終賽（大師杯）/ 世界巡迴總決賽（0次冠軍） |
| ATP大師系列賽/ 世界巡迴大師賽 1000（1次冠軍）  |
| ATP黃金國際巡迴賽 / 世界巡迴賽 500 (0次冠軍)   |
| ATP國際巡迴賽 / 世界巡迴賽 250（3次冠軍）      |

| 依場地分類    |
| 硬地（3）     |
| 紅土（0）     |
| 草地（0）     |
| 室內地毯（1） |

| 依室內外分類 |
| 室外 (3)     |
| 室內 (1)     |

| 次數 | 日期           | 比賽       | 場地     | 拍檔          | 對手                              | 比數               |
| 1.   | 2007年10月22日 | 法國, 里昂 | 室內地毯 | 法國          | Łukasz Kubot Lovro Zovko          | 6–4, 6–3           |
| 2.   | 2008年1月7日   | , 悉尼     | 硬地     | 加斯凱        | 鮑勃·布賴恩 邁克·布賴恩           | 4–6, 6–4, [11]-[9] |
| 3.   | 2009年1月11日  | , 布里斯班 | 硬地     | 馬克·吉克爾   | 米沙·茲韋列夫 費爾南多·貝爾達斯科 | 6–4, 6–3           |
| 4.   | 2009年10月18日 | 中国, 上海 | 硬地     | 儒利安·貝內托 | 馬利尤斯·費騰柏格 馬辛·麥考斯基   | 6–2, 6–4           |

## ITF挑戰賽

### 單打冠軍 (8)
| ITF挑戰賽 (8) |

| 次數 | 日期          | 比賽                     | 場地 | 對手            | 比數          |
| ITF  | 2004年7月5日  | 英国, 諾丁漢             | 草地 | Alex Bogdanovic | 6–3, 6–4      |
| ITF  | 2004年7月26日 | 俄羅斯, 陶里亞蒂         | 硬地 | Ladislav Svarc  | 6–3, 7–6      |
| ITF  | 2005年3月28日 | 墨西哥, 瓜納華托         | 硬地 | Glenn Weiner    | 7–5, 7–5      |
| ITF  | 2006年10月9日 | 法國, 雷恩               | 硬地 | Tobias Summerer | 1–6, 7–5, 7–5 |
| ITF  | 2007年4月2日  | 美国, 塔拉哈西           | 硬地 | Rik de Voest    | 6–1, 6–4      |
| ITF  | 2007年4月9日  | 墨西哥, 墨西哥城-2       | 硬地 | Bruno Echagaray | 6–4, 2–6, 6–1 |
| ITF  | 2007年4月30日 | 西班牙, 蘭薩羅特島       | 硬地 | Paul Baccanello | 6–2, 6–2      |
| ITF  | 2007年6月4日  | 英国, 泰晤士河畔京士頓區 | 草地 | 卡洛維奇        | 6–3, 7–6      |

## 外部連結
- 官方网站 （法文）
- 若-威尔弗里德·特松加（英文/西班牙文）的官方資料
- 若-威尔弗里德·特松加的國際網球總會 職業／青少年 官方資料（英文）
- 若-威尔弗里德·特松加的官方資料（英文）
- 桑加的統計和新聞
- 桑加近來的比賽紀錄
- 桑加世界排名歷史
- 桑加 (英文)

| 獎項          | 獎項                     | 獎項          |
| ------------- | ------------------------ | ------------- |
| 前任： 貝克爾 | ATP年度世界最佳新秀 2007 | 繼任： 錦織圭 |